# 魚見坂
座標: 北緯35度51分54.2秒 東経136度17分8.3秒 / 北緯35.865056度 東経136.285639度

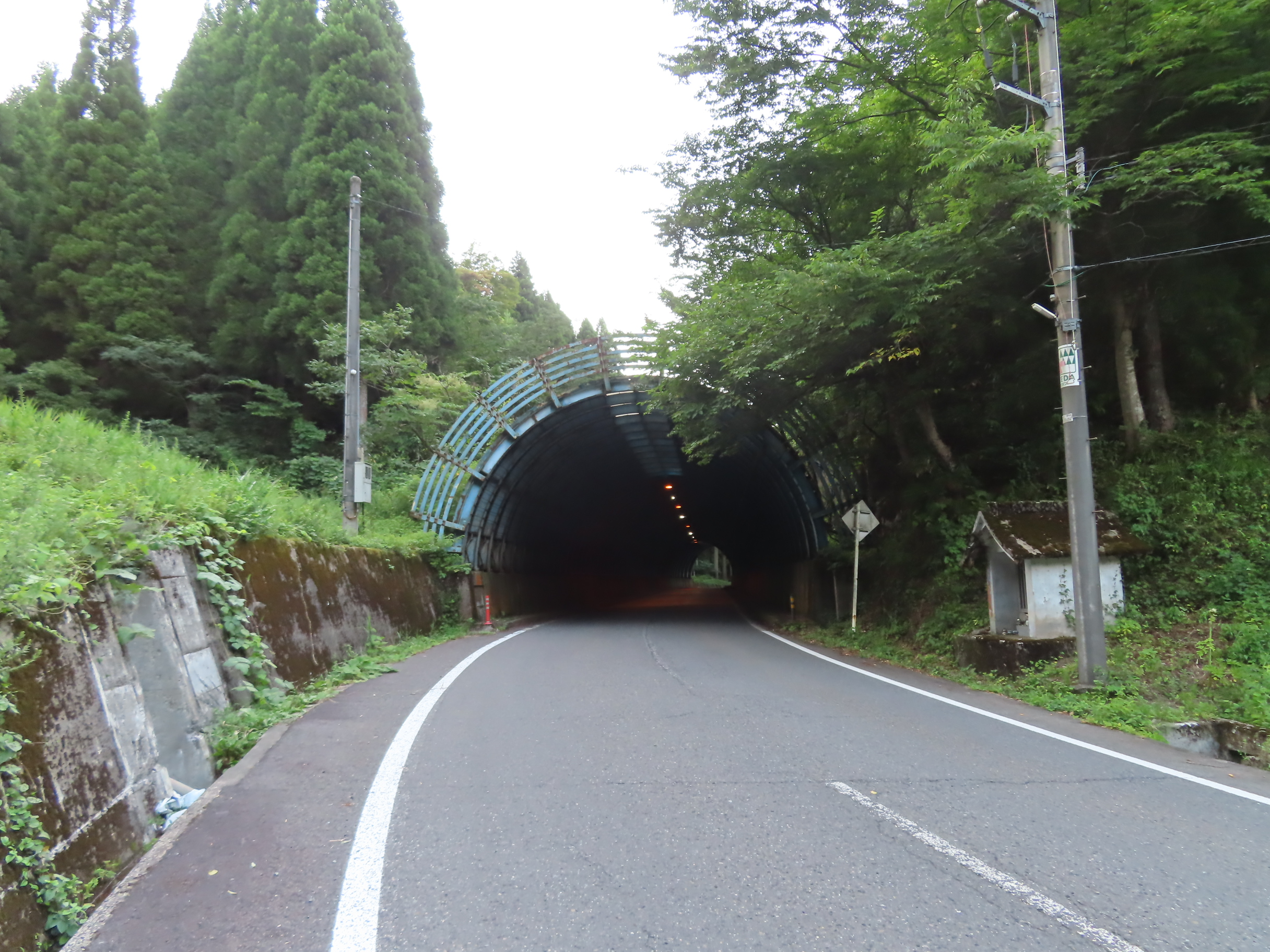
魚見坂（2023年8月）

魚見坂（うおみさか）は、福井県越前市と同県今立郡池田町を隔てる峠である。
標高327mの峠であり、福井県道201号がこの峠を越えている。古くからある池田街道の一部であり、難所として知られていた。地名の由来は池田町側の麓の地名からとられたとされている。この峠の南西に位置し福井県道203号の通る岩谷峠も古くは魚見峠と呼ばれていたが、この由来も同じ魚見集落からとられたとされている。この2つの峠は古くは伊予見と呼ばれた集落だったが、徐々に訛りが生じ最終的に魚見と呼ばれるようになったため、この地の住民は近年までこの峠を「いよみさか」と呼んでいたという歴史がある。

## 道路状況
車両での通行が可能な峠である。古来から重要な峠として知られてきたが、現在でも越前市と池田町を結ぶ路線では国道417号に次ぐ重要路線の峠である。そのため明治時代には魚見隧道が掘削され使われていたが、昭和に入り改良工事に伴いトンネルは不要となり、切通しにロックシェッドを被せたような独特の峠ができあがった。道路は片側1車線を有し峠に至る山道でもその規格を保っている。カーブにはカーブミラーが設置されている。越前市側の山道は長く勾配が急な区間もあるが、池田町側は町域が高地にあるため、50mほどしか下らない。上記のとおり重要路線であるため、交通量は比較的多く、また日に5本程度ではあるがバスも運行されている。
越前市側のロックシェッド内に湧水が出ている祠があり、ロックシェッド内で停車している車両が多くみられる区間がある。峠が原因で渋滞が起きることはほとんどないが、この湧水が原因で渋滞が起きることがある。

## 隣接する峠
- 板垣峠
- 岩谷峠